# Chaumeil

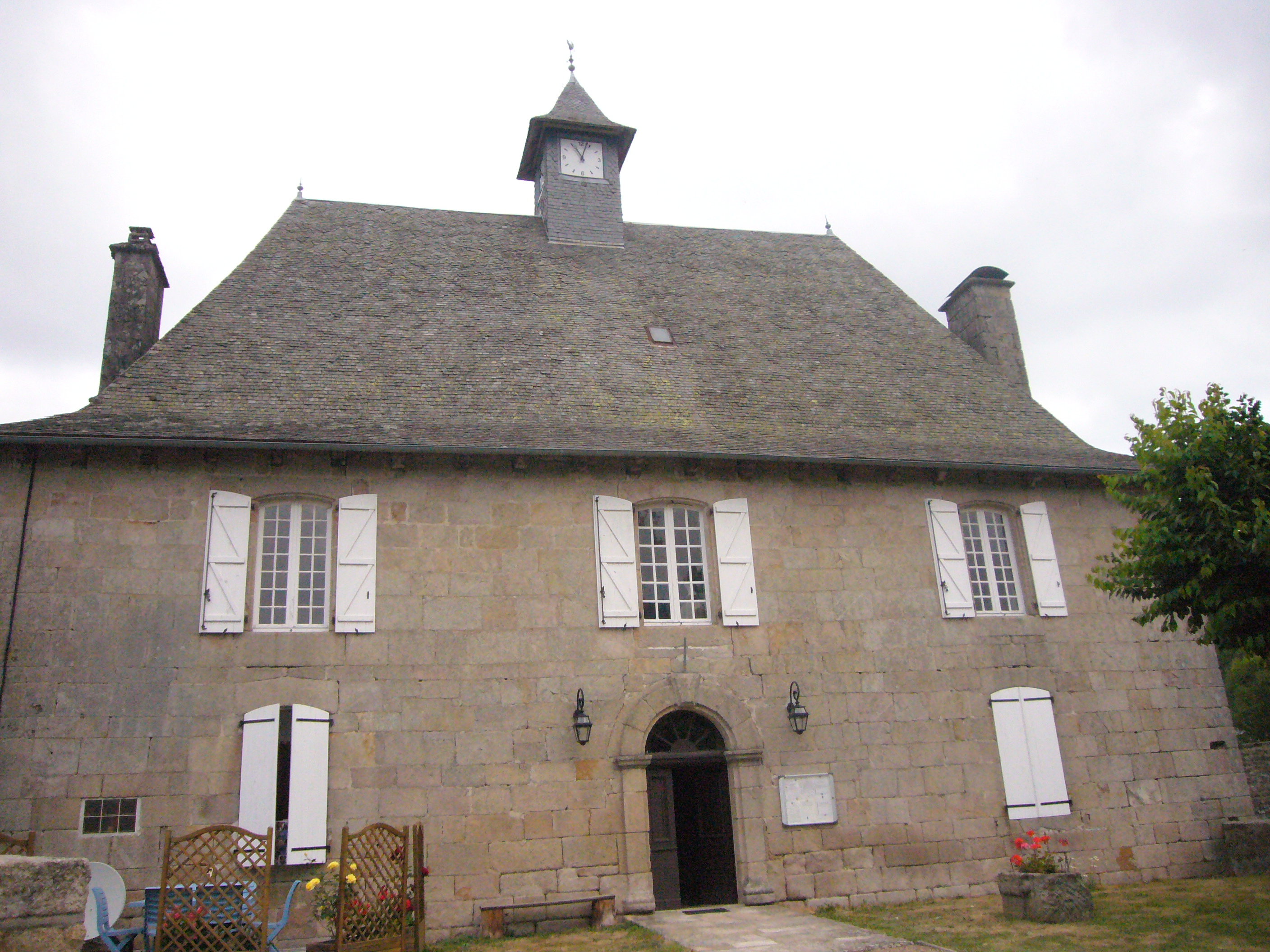
Ratusz w Chaumeil (2011)

Chaumeil – miejscowość i gmina we Francji, w regionie Nowa Akwitania, w departamencie Corrèze.
Według danych na rok 1990 gminę zamieszkiwało 188 osób, a gęstość zaludnienia wynosiła 6 osób/km² (wśród 747 gmin Limousin Chaumeil plasuje się na 442. miejscu pod względem liczby ludności, natomiast pod względem powierzchni na miejscu 151.).

## Populacja

Populacja Chaumeil w latach 1962–2008